# 马来西亚高速公路

马来西亚高速公路标志

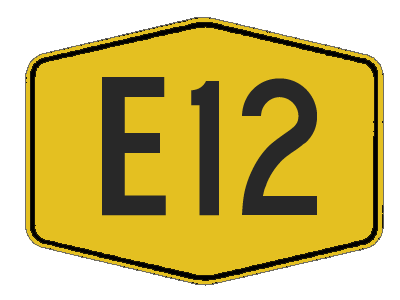
马来西亚的大道盾牌

马来西亚高速公路，指马来西亚联邦政府经马来西亚大道局监督，由私人业者承建管理的高速公路，总长度共计2001公里。所有高速公路均有收费，并以BOT模式经营。而由马来西亚公共工程局管理的高速公路或主干道路则属于马来西亚联邦公路类别。系统下的高速公路皆以E开头，并在后方加上1至2位数，其中奇数为从南至北，偶数则为从西至东。

## 概况

马来西亚半岛高速公路网、虚线为建造或规划中路线
放射线（主干道） 纵线 横线
地区、城市环线及其并行线或联络线

马来西亚的高速公路网络被认为是在亚洲和全世界范围内最好的高速公路之一，仅次于日本和韩国。高速公路网络全长5027公里，其中2996公里的路段为无收费高速公路，2031公里的路段则为收费高速公路。
西马半岛及东马砂拉越、沙巴两地都建有高速公路，但西马较为完善。亚洲陆路交通基建发展计划之一的泛亚公路在马来西亚拥有三条路线，即2号线、18号线和150号线。
南北大道贯穿马来西亚半岛西海岸槟城、怡保、巴生谷、新山等地，而东马的泛婆罗洲高速公路从砂拉越州三马丹经文莱直达沙巴州塞罗东，目前正在建造中。

## 历史
马来西亚在1970年之前没有高速公路，各州属之间的交通主要靠联邦公路。随着联邦公路上车辆日益拥挤，港口及机场使用量增加及国家人口膨胀，马来西亚政府提出兴建高速公路以加强交通建设。马来西亚第一条收费高速公路丹绒马林－仕林河高速公路于1966年3月16日通车（今天的联邦1号公路的一部分）。该公路于1994年因南北大道的使用而解除收费。
马来西亚第一条隧道是1979年竣工的吉隆坡－加叻大道的云顶森芭隧道，由时任工程部长甘尼基隆主持开幕。
南北大道第一阶段工程包括从章吉遮令至怡保的路段和从新那旺至爱极乐的路段，耗资2100万令吉，于1987年5月完工。1986年12月29日，公共工程部与马友乃德工程有限公司（United Engineers (M) Sdn. Bhd.）签署意向书以便建造第二阶段工程。
1988年3月18日，马友乃德工程有限公司成立南北大道有限公司，并与政府签约，接手南北大道的建设和30年特许经营权，同时获得政府的16.5亿令吉的贷款和10年的车流量保证下全面展开第二阶段的工程。为了确保资金的来源，当某些路段完工后，就开放通车已收取过路费。1994年，耗资3,400万令吉的南北大道第二阶段工程正式完工并全面通车，于同年9月8日由时任马来西亚首相马哈迪·莫哈末主持开幕。
其他的主要高速公路包括东海岸大道（东西线）、北海－居林大道以及加影－芙蓉大道等。目前横跨霹雳和雪兰莪州海滨区的西海岸大道正在建造中，规划中的州际公路尚包括九洞－司南马－峇都交湾大道、东海岸大道吉兰丹段等。
而巴生谷外的州内高速公路则有北马区的槟威大桥、槟城第二大桥和北海外环公路；中马区的芙蓉－波德申大道；南马区的第二通道高速公路、新山东部疏散大道和士乃－迪沙鲁大道。计划兴建的高速公路包括槟城泛岛高速公路（PIL，乔治市至峇六拜）、南吉打大道（双溪大年至万拉峇鲁，作为南北大道槟城段的绕道公路）、新山－巴西古当大道（JOPGEX）等。

### 巴生谷

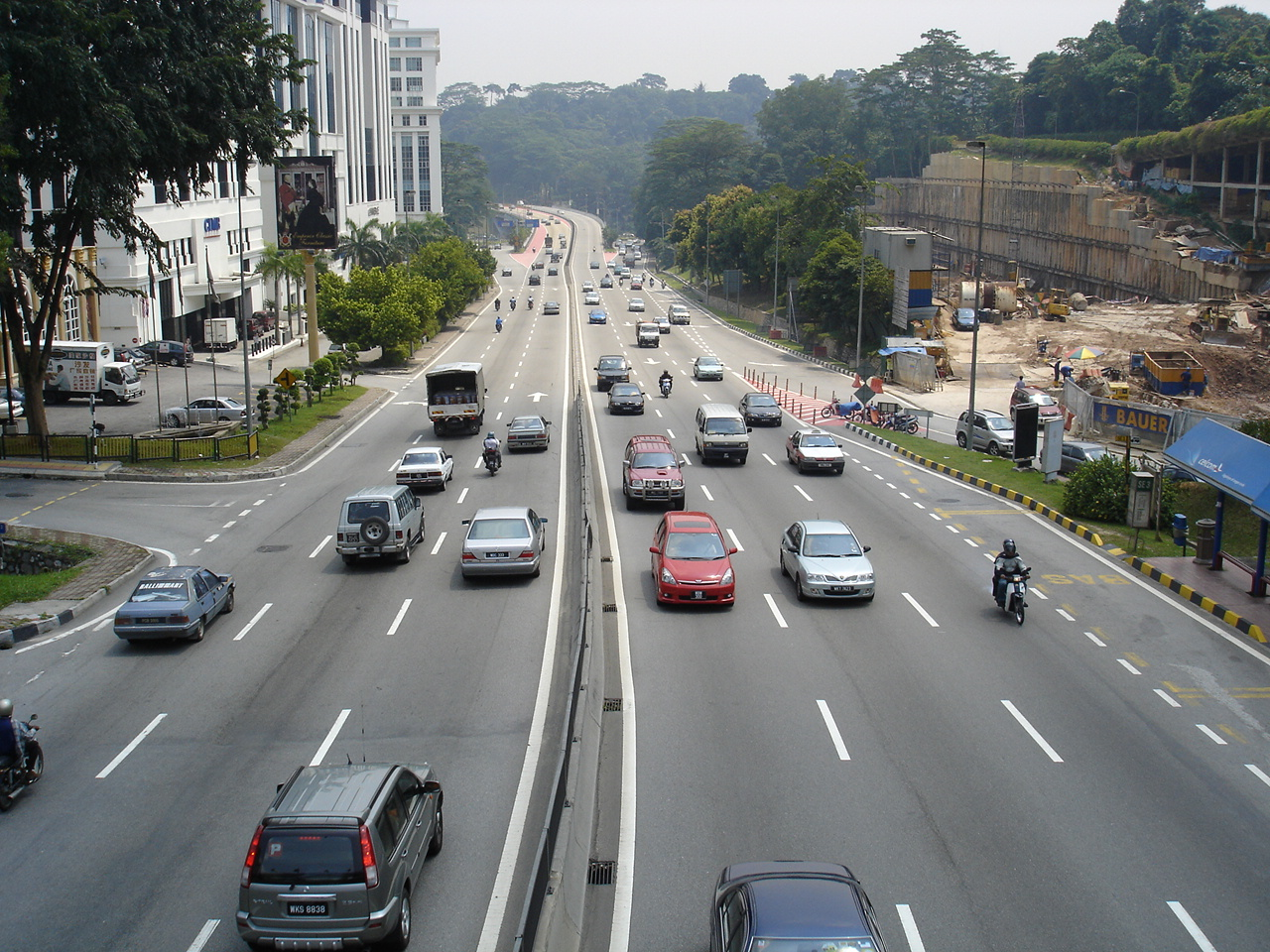
吉隆坡西部疏散大道白沙罗连贯公路，靠近士曼丹站一景。

1965年8月9日新加坡独立后，马来西亚亟需另辟新港以作进出口贸易。当局决定以巴生港代替新加坡，因此巴生谷的交通建设较为发达，建有联邦大道连接吉隆坡和巴生两地。1990年代以后，巴生谷人口不断增加，工业和商业活动更加繁荣，旧有的高速公路已不敷使用，因此联邦政府决定建造新的高速公路以缓解阻塞问题。
1990年完工的新巴生河流域大道是第二条连接巴生和吉隆坡的高速公路。南北大道第二中环衔接大道于1997年建造，让使用者可直达吉隆坡国际机场。
其他位于巴生谷的主要高速公路有莎亚南大道（KESAS，1997年啟用）、白沙羅－蒲種大道（LDP，1999年啟用）、西部疏散大道（2001年啟用）、新班底大道（NPE，2004年啟用）、精明隧道（2007年啟用）、隆布大道（2007年啟用）及大使路－淡江大道（DUKE，2009年啟用）。目前正在兴建的高速公路包括东巴生谷大道（EKVE，预计2019年启用）、隆布大道延长线、白沙罗－莎亚南大道（DASH）、新街场－淡江大道（SUKE）、斯迪亚旺沙－班底大道（SPE）等。

### 槟城
槟城的高速公路历史可追溯至20世纪70年代，当时马来西亚联邦政府决定兴建槟威大桥，以连接大陆的北赖与槟岛的牛汝莪。槟威大桥于1982年开始修建，并于1985年竣工。这座大桥于1985年9月14日由时任首相马哈迪·莫哈末开幕。
槟城修建新高速公路的主要原因，是为了应对乔治市与北海人口的增长，并满足日益增加的两岸交通需求。在槟威大桥建成之前，槟城岛和大陆之间穿越槟城海峡的唯一途径是乘搭渡轮。此外，岛上的峇六拜和大陆的北赖等主要工业区也相继落成，带动了峇央峇鲁和威省等住宅区的发展。
此后，槟城境内相继建成了许多其他高速公路项目，例如北海外环公路 (BORR)、北海-诗不朗再也收费公路和敦林苍佑大道。在人口稠密的槟城岛，还修建了牛汝莪高速公路和槟城中环公路，以缓解交通拥堵。
北海-居林大道 (BKE) 是一条收费高速公路，连接北海和邻近吉打州的居林镇（以及居林高科技园区）。这条州际公路是在20世纪80年代工业化进程中，为因应诗不朗再也向吉打州南部持续扩展的发展趋势而兴建的，并最终形成了今日的乔治市都市区。
槟城第二大桥正式命名为苏丹阿都哈林大桥，于2014年3月1日由时任首相纳吉开幕。这座长 24公里（15英里）的桥梁连接槟城岛的Batu Maung和威省的Batu Kawan，是目前东南亚最长的桥梁。

### 新山
新山高速公路的历史始于20世纪80年代。在1965年8月9日新加坡脱离马来西亚后，新山成为新加坡通往马来西亚南部的门户。 
自1994年1月1日新山升格为城市以来，新山都会区不断扩大。与此同时，随着2006年7月30日柔佛南部经济特区（SJER）、即依斯干达经济特区（IDR）的成立，新山修建高速公路的需求也日益增加。新山周边地区也建设了许多城镇，并在士乃、士姑来、地不佬、巴西古当和淡杯等地区设立了工业区。
新山的第一条高速公路是连接士乃和新柔长堤的士古来快速公路，该高速公路于1985年竣工，是新山第一条收费高速公路。然而，士乃附近的收费站已于2004年废除。甘拔士公路（Kempas Highway）是马来西亚唯一一条双车道州级公路，于1994年竣工。继新柔长堤（Johor Causeway）之后，第二条通往新加坡的通道——马新第二通道（Malaysia-Singapore Second Crossing）于1998年4月18日通车。 
新山其他的高速公路项目包括：士乃-迪沙鲁大道（Senai-Desaru Expresswa），连接西部的士乃和柔佛州东海岸的迪沙鲁；新山东部疏散大道（EDL），连接南北大道的班丹（Pandan）交汇处和市中心新建的苏丹依斯干达大厦（Sultan Iskandar CIQ）；依斯干达滨海快速公路（Iskandar Coastal Highway），连接西部的努沙再也和东部的市中心；以及新山东海岸公路（Johor Bahru East Coast Highway），连接甘榜巴卡峇都（Kampung Bakar Batu），途经百万镇（Permas Jaya）、林丁花园（Taman Rinting），最终到达巴西古当（Pasir Gudang）。
除了新山内环路（JBIRR）作为新山的内环道路之外，巴西古当快速公路（Pasir Gudang Highway）、第二通道高速公路（Second Link Expressway）和新山公园大道（Johor Bahru Parkway）也作为该市的中环路。第二通道高速公路和士乃-迪沙鲁大道则可组成新山的外环路。